# فرمسکریت پارتی
حزب پیشرو (به زبان نروژی: Fremskrittspartiet) یک حزب سیاسی نروژی است. نام این حزب به زبان فارسی، تقریباً به معنی «پیشرفت» است. این حزب در تاریخ ۸ آویل ۱۹۷۳ میلادی به ثبت رسیده و خود را به عنوان یک حزب لیبرال دمکرات معرفی می‌کند. حزب پیشرو، به جناح راست سیاست نروژ تعلق دارد. 
در انتخابات پارلمانی سال ۲۰۲۱، این حزب با به دست آوردن ۱۱٫۶ درصد آرا، ۲۱ کرسی نمایندگی در مجلس ملی نروژ را به خود اختصاص داد. این نتیجه در مقایسه با انتخابات سال ۲۰۱۷ همراه با کاهش بود و حزب پیشرو، با از دست دادن ۶ کرسی در مجلس، ۳٫۶ درصد پسرفت داشت.

## پیشینه
حزب پیشرو، توسط شخصی به نام آندرس لانگه، و به نام همین شخص، با عنوان «حزب آندرس لانگه»، با هدف محدودسازی مداخلات دولتی در امور زندگی مردم و کاهش سطح مالیات و عوارض رسمی و دولتی، در ۸ آوریل ۱۹۷۳ تشکیل شده‌است. در سال ۱۹۷۷ میلادی، این حزب با الهام از حزبی به نام حزب پیشرو، در دانمارک، نام خود را به شکل فعلی تغییر داد و تحت عنوان حزب پیشرو، به فعالیت خود ادامه داد.

بنیان‌گذار حزب، یعنی شخص آندرس لانگه، قبلاً نیز چندین بار به نامزدی در انتخابات فکر کرده بود، اما تا سال ۱۹۷۳ به شکل کامل، اقدام رسمی انجام نداده بود. نارضایی عمومی از سطح بالای مالیات‌ها در طی سالهای ۱۹۶۵ تا ۱۹۷۱ میلادی، تحت نخست‌وزیری پییر بورتن، از حزب سنتر پارتی، احتمالاً عامل اصلی موفقیت این حزب نو ظهور، در انتخابات سال ۱۹۷۳ بوده‌است. در انتخابات سال ۱۹۷۳ با این که از تأسیس این حزب، بیشتر از ۵ ماه نگذشته بود؛ این حزب با اختصاص ۵ در صد آرا به خود، ۴ نماینده، راهی  مجلس ملی نروژ کرد. 
اما آندرس لانگه، یعنی بنیان‌گذار حزب، یک سال بعد از این موفقیت انتخاباتی، در سال ۱۹۷۴ درگذشت و سازمان حزبی که از او به میراث باقی مانده بود، بدون حضور رهبری قوی، رو به ضعف نهاد و در انتخابات بعدی در سال ۱۹۷۷ میلادی، هیچ راهی به مجلس ملی نروژ، پیدا نکرد و بی نماینده ماند. 

در سال ۱۹۷۸ میلادی، کارل آی. هاگن، که شخصی دارای قدرت کلام و آشنا با دنیای مطبوعات بود، رهبری حزب را بر عهده گرفت. در میان احزاب سیاسی در نروژ، کمتر حزبی این چنین وابسته به حضور رهبر بوده‌است. در سال ۱۹۸۱ بار دیگر این حزب با چهار نماینده و تحت عنوان رسمی حزب پیشرو، به مجلس بازگشت.

در سال ۲۰۰۶ میلادی، کارل آی. هاگن، بعد ۲۸ سال به نفع معاون خود، سیو جنسن، از سمت خود کناره گرفت و رهبری حزب را به وی سپرد. در سال ۲۰۲۱ در یک نشست حزبی و بعد از کناره‌گیری سیو جنسن، از سمت خود، خانم سیلوی لیستاگ به رهبری حزب انتخاب شد.
انتخابات سال ۲۰۱۳ بهترین موفقیت در تاریخ حزب را برای حزب پیشرو، به همراه داشته‌است. سالی که این حزب برای اولین بار مسئولیت حکومتی بر عهده گرفت و همراه با حزب محافظه کار نروژ در دولت ارنا سولبرگ، در طول یک دوره ۶ ساله شرکت داشت.